# Tamphana inferna
Tamphana inferna är en fjärilsart som beskrevs av Paul Dognin 1916. Tamphana inferna ingår i släktet Tamphana och familjen silkesspinnare. Inga underarter finns listade i Catalogue of Life.